# 山口県道8号徳山光線
山口県道8号徳山光線（やまぐちけんどう8ごう とくやまひかりせん）は、山口県周南市から光市に至る県道（主要地方道）である。

## 概要
山口県周南市中須北（なかずきた）の国道434号交点から山陽自動車道 熊毛ICに接続し、光市浅江2丁目の国道188号交点を結ぶ。

### 路線データ
- 起点：周南市中須北（国道434号交点）
- 終点：光市浅江2丁目（国道188号交点）

## 歴史
1958年（昭和33年）に一般県道として認定された当時は山口県道光都濃線で、その名称のまま1965年（昭和40年）に主要地方道に昇格したが、その後終点の都濃郡都濃町が徳山市（現：周南市）へ編入（1966年（昭和41年）1月1日）されたため、1972年（昭和47年）から現在の路線名称に変更された。

### 年表
- 1993年（平成5年）5月11日 - 建設省から、県道徳山光線が徳山光線として主要地方道に指定される[1]。

## 路線状況

### 重複区間
- 山口県道139号三瀬川下松線（周南市中須北 - 周南市中須南）
- 国道376号（周南市中須南）

## 地理

### 通過する自治体
- 周南市
- 光市

### 交差する道路
- 国道434号（周南市中須北、起点）
- 山口県道139号三瀬川下松線（周南市中須北）
- 国道376号・山口県道139号三瀬川下松線（周南市中須南）
- 国道376号（周南市中須南）
- 山口県道140号獺越下松線（周南市八代）
- 国道2号（周南市原）
- 山口県道167号高水停車場線（周南市高水原）
- 山陽自動車道 熊毛IC（周南市安田）
- 山口県道63号下松田布施線（光市小周防）
- 山口県道23号光上関線（光市立野）
- 山口県道22号光柳井線（光市浅江2丁目）
- 国道188号（光市浅江2丁目、終点）

### 沿線にある施設など
- 菅野ダム
- 周南市役所 中須支所
- 中須ゴルフ倶楽部
- 周南市熊毛図書館
- 周南市役所 熊毛総合支所
- 周南カントリー倶楽部
- 山口県立熊毛北高等学校
- 光市役所 三島出張所
- 山口県立光丘高等学校
- 光市役所 浅江出張所

沿線の自然
- 八代のナベツル飛来地